# آخر البقايا (لعبة فيديو)
آخر البقايا (بالإنجليزية: The Last Remnant)‏ (باللغة العربية تعني: آخر البقايا) (باللغة اليابانية تُكتب: ラ ス ト レ ム ナ ン ト) (باللغة اليابانية تُقرأ: Rasuto Remunanto) هي لعبة فيديو تمثيلية تم تطويرها ونشرها بواسطة سكوير إينكس. تم إصدارها عالمياً لأجهزة إكس بوكس 360 في نوفمبر 2008 ولمايكروسوفت ويندوز في مارس 2009. بالنسبة لإصدار بلاي ستيشن 3 تم إلغاءه لاحقاً. تم إصدار نسخة مُعاد تصميمها على بلاي ستيشن 4 في ديسمبر 2018 ونينتندو سويتشفي يونيو 2019.
تم إنشاء اللعبة من قبل المطورين الذين عملوا سابقاً في سلسلة ألعاب فاينل فاتتسي وساغا. وهي من إخراج هيروشي تاكاي وإنتاج نوبويوكي أويدا. كتب اللعبة ماساتو ياغي وميوا شودا، واستند عملهما إلى مفهوم سيناريو من تأليف أكيتوشي كاوازو.

## الفكرة
تتبع اللعبة محارباً مراهقاً في مهمة لإنهاء الحرب، في عالم خيالي مقسم إلى دول ومُدن متعددة ويسكنه أربعة أنواع مختلفة من المخلوقات. يتضمن ماضيهم صراعاً حول البقايا، وهي القطع الأثرية السحرية بأشكال مختلفة. تتميز اللعبة بنظام معركة فريد من نوعه يأمر فيه اللاعب مجموعات متعددة، أو إتحادات، من الشخصيات بدلاً من الوحدات الفردية.
آخر البقايا هي أول لعبة لسكوير إينكس تستخدم فيها محرك غير واقعي. كان يقصد من قبل رئيس سكوير إينكس يويتشي وادا «أن تصبح حجر الزاوية لاستراتيجيتها العالمية». تم إصدار الموسيقى التصويرية للعبة كألبوم من ثلاثة أسطوانات، من تأليف تسويوشي سيكيتو وياسوهيرو ياماناكا. تم إنشاء تصميم وحوار اللعبة لجذب اللاعبين في جميع أنحاء العالم، والتقاط الحركة لكل شخصية من خلال الحوار الناطق باللغة الإنجليزية. تلقت اللعبة استقبالاً ضعيفاً، على الرغم من أن المراجعين اليابانيين استقبلوها بشكل إيجابي أكثر من غيرهم. كانت الشكوى الشائعة، خاصة بالنسبة لـإكس بوكس 360، تتعلق بمشاكل رسومية بما في ذلك انخفاض معدل الإطارات و«نافذة منبثقة للنسيج» حيث تحل مواد الدقة العالية محل الأجزاء السفلية فجأة بعد عدة ثوانٍ من بدء المشهد. تضمنت القضايا الأخرى شكاوى حول قصة اللعبة ونظام المعركة، على الرغم من أنها لم تكن عالمية حظيت اللعبة بالثناء على التوجيه الفني والموسيقى.

## اللعب
يتم تقسيم اللعبة بين منطقة العالم ومنطقة المعركة وخريطة العالم. يتحكم اللاعب في راش سايكس (بطل الرواية) ويحركه حول شاشة العالم داخل منطقة، مع كاميرا تطفو خلفه وفوقه قليلاً. داخل شاشة العالم، يمكن للاعب التحدث إلى أي شخص، أو دخول المباني والمناطق الأخرى، أو الخروج إلى شاشة الخريطة. تُتيح شاشة الخريطة التنقل الفوري بين المدن والمناطق المختلفة، أو بين مناطق مختلفة داخل المدينة. على شاشة المعركة، تحتوي اللعبة على منطقة ثلاثية الأبعاد مثل شاشة العالم مع إعداد يذكرنا بالموقع، حيث تظهر كل شخصية وعدو. بدلاً من المواجهات العشوائية، يدخل اللاعبون المعركة المنفصلة عندما يلمسون عدواً على شاشة العالم الرئيسية. قد يختار اللاعب الدخول في معركة مع أعداء متعددين في وقت واحد عن طريق تنشيط نظام «التحول الزمني» حيث يتباطأ الوقت وقد يواجهون أعداء متعددين قبل المعركة.
تتميز اللعبة بنظام قتال صنفه هيروشي تاكاي على أنه «نظام قائم على القيادة يعتمد على الأوامر باستخدام لقاءات الرموز».[بحاجة لمصدر] أثناء المعركة، يتم تمثيل كل عدو من شاشة العالم بمجموعة، أو «اتحاد»، من الأعداء يتراوحون من وحدة إلى خمس وحدات فردية؛ وبالمثل، تتكون قوى اللاعب من اتحادات متعددة من ثلاث إلى خمس وحدات لكل منها. تختلف مهارات الوحدات في اتحادات اللاعب، والتي تشمل شخصيات القصة والوحدات القابلة للاستئجار التي لا تظهر خارج المعركة، وفقاً لمعايير مختلفة. أحد هذه المعايير هو شريط المعنويات، والذي يتأثر بأحداث المعركة ويمكن أن يكون له آثار إيجابية أو سلبية على قوات المعركة.[بحاجة لمصدر] يمكن لكل وحدة أيضاً تعلم هجمات مختلفة، والتي تنقسم إلى فئات مثل هجمات الشفرة وسحر الشفاء. في بداية كل دور، يختار اللاعب من بين مجموعة من الخيارات أنواع الهجوم التي سيقوم بها كل اتحاد؛ اللاعب غير قادر على تحديد الهجوم الفردي لكل وحدة. تتطلب الهجمات الخاصة نقاط عمل، والتي تتراكم باستمرار أثناء كل معركة. يختار اللاعب في بداية كل دور اتحاد العدو الذي سيهاجمه كل من اتحاداتهم. نظراً لأن العدو يقوم باختياراته في نفس الوقت، فمن الممكن أن تكون النقابة في طريق مسدود، أو تُجبر على خوض اتحاد مختلف عما اختاره اللاعب أو العدو. عندما تكون النقابات المتعددة في طريق مسدود على نفس العدو، يمكن لبعض النقابات أن تحاصر العدو أو تهاجم من الخلف للحصول على مزيد من الضرر.
بالإضافة إلى المعارك، يمكن للاعب القيام بعدد من المهام. العديد من هؤلاء يأخذون اللاعب إلى منطقة فور قبولها ويعيدونها بمجرد اكتمالها، في حين أن مهام النقابة لا تتطلب القبول وقد يتم تسليمها من قبل اللاعب كلما تم الانتهاء من الإنجازات المدرجة في المهمة. يجوز للوحدات تجهيز أي أسلحة وعناصر. يمكن ترقية معدات رَاش إلى العديد من الخيارات المختلفة، بينما تطلب الوحدات الأخرى المواد، والتي يمكن شراؤها من المتاجر، أو الحصول عليها في المعارك أو العثور عليها في مناطق باستخدام مخلوق يسمى مستر ديغس يمكنه ترقية القدرات من أجل العثور على أنواع من المواد.

## القطع

### الإعداد والشخصيات
تدور أحداث اللعبة في عالم خيالي يضم عدداً من أجناس البشر المتميزة: ميتراس، في مظهر الإنسان؛ وياماس، يمثل هيئة الأشخاص الأقوياء مثل الأسماك؛ وكوسيتس، يمثل الزواحف الصغيرة؛ والسوفانيون، يمثل القطط بأربعة أذرع. العالم نفسه مقسم إلى دول ومدن متعددة، لكل منها ثقافتها الفريدة. تدور اللعبة حول البقايا (القطع الأثرية السحرية القديمة) والتي أشعلت شرارة العديد من الحروب.[بحاجة لمصدر][بحاجة لمصدر] كل متبقي مرتبط بشخص معين يمكنه استخدام القوة.  القوى القوية التي تظل غير مقيدة لفترة طويلة، لديها القدرة على التسبب في انهيار وتكاثر الوحوش. نظراً لأن البقايا تأتي بأشكال مختلفة، فإن جميع المدن في جميع أنحاء العالم لديها واحدة على الأقل يلتزم بها حاكمها للمساعدة في الحكم وإحلال السلام في عالمهم المخصص.
بطل الرواية هو راش سايكس، محارب شاب من جزيرة مسالمة. اختطفت شقيقته إيرينا في بداية اللعبة. تم تجنيده من قِبل ديفيد ناسو (الحاكم الشاب لأثلوم) وأربعة من جنرالاته: إيما هانيويل، بلوكتر، باجوس وتورجال. يمكن تجنيد شخصيات أخرى، للعثور عليها من خلال المهام والنقابات. كل منهم له أسماء ومكانة، على الرغم من أن لديهم مهارات. الشرير الرئيسي هو الفاتح، وهو رجل يغزو العديد من المدن في العالم. ويساعده ويلفريد هيرمين، زعيم مجلس ناغابور، وفاجرام الساحر.

### القصة

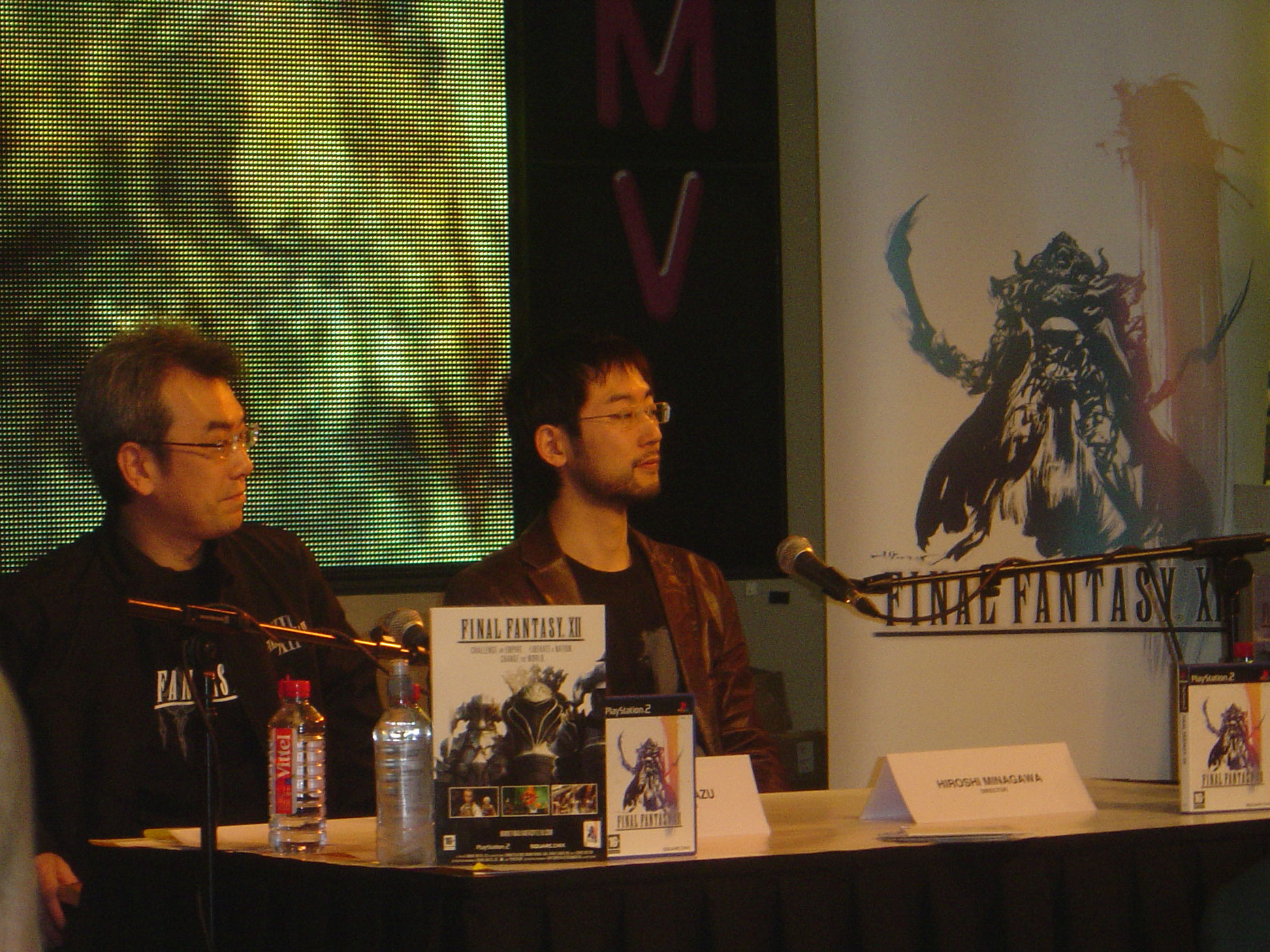
الكاتب والمصمم الياباني الشهير أكيتوشي كاوازو (يسار الصورة)

بعد رؤية جيش ديفيد يهزم الوحوش، يتم تجنيد راش من قِبل الجنرالات. أثناء التحقيق، يلتقي واغرام.  بعد عدة بعثات، تحضر المجموعة اجتماع الكونجرس لقادة دول المدن في إليسيون، وهي موطن أرك البقايا (المؤدية إلى الأراضي المقدسة) والأكاديمية، وهي مؤسسة بحثية مكرسة لدراسة البقايا، حيث يعمل والدا راش أيضاً. يصل الفاتح إلى المؤتمر، ويلزم تابوت العهد ويطالب بإعطائه نوعاً هائلاً من البقايا التي تمتلكها كل مدينة ودولة. يرفض الفاتح الطلب ويعلن الحرب بدعم الإمبراطور (أحد حكام المدينة). يأخذ راش زمام المبادرة في معارضة الفاتح على أمل الحصول على الاستقلال لأثلوم، التي تعد حالياً دولة تابعة لسيلاباليس. بينما يحمون العاصمة، يسرق الفاتح سيف فاليريا هارت من أثلوم. مع عودة رَاش وحلفائه إلى إليسون، تكشف إيريانا عن قوتها الخاصة، والتي يمكن أن تحل أي بقايا ملزمة. اكتشفوا أن «هيرمن» أراد أن يكون الحاكم الأعلى، باستخدام الفاتح وواغرام لشن الحرب مع البقايا. بعد أن أنقذ راش إيرينا، كشف فاجرام أنه والفاتح لم يدعموا هيرمين. تستخدم إيرينا بقايا ناجابور لحماية الجميع، بينما البقايا التي تشبه التنين تدمر نصف المدينة.
بعد أربعة أشهر، علم راش أن دول مجلس المدينة تستخدم جميع القطع الأثرية في جميع أنحاء العالم ضد الفاتح، الذي يقوم بدوره بربطها وتحويلها، حتى أن بعضها مقيد. يكشف والدا راش عن بحثهما حول الألواح السحرية التي سرقها فاجرام والفاتح. عندما يسافر راش وحلفاؤه إلى مدينة اندولد يخبرهم واغرام أن الفاتح هو نفسه من البقايا. يعلمون أن واغرام والإمبراطور الإلهي يدعمونه في سعيه لتدمير الناس لإساءة استخدام القطع الأثرية. بالعودة إلى إليسيون، اكتشفوا أن الفاتح يربط الفلك الأول ويمنع أي شخص من ملاحقته. على الرغم من عدم العثور على بقايا مكررة، إلا أنهم تمكنوا من العثور على تابوت آخر. يتوجهون عبر الأراضي المقدسة (التي تبين أنها مسقط رأس البقايا) ويواجهون الفاتح. أخبرهم أنه يحاول تحرير البقايا من سيطرة الإنسان وأن المهمة كانت في الأصل لراش (وهو أيضاً من البقية). وهو يعتقد أن الغرض منها هو استرداد جميع البقايا من العالم التي تسيء استخدامها في الحرب والدمار وتدمير كل شيء. راش يضحي بنفسه لتدمير مصدر البقايا. هذا يتسبب في اختفاء جميع البقايا من العالم. بعد الاعتمادات، سمع راش يتحدث مع الفاتح.

## التطوير
تم إنشاء اللعبة من قبل المطورين الذين عملوا سابقاً في سلسلة ألعاب فاينل فاتتسي وساغا. وهي من إخراج هيروشي تاكاي وإنتاج نوبويوكي أويدا. كتب اللعبة ماساتو ياغي وميوا شودا، واستند عملهما إلى مفهوم سيناريو من تأليف أكيتوشي كاوازو. عمل كيميهيكو مياماي كرئيس للفنانين، وعمل يوسوكي ناورا كمنتج فني ومصمم شخصيات. تميز آخر البقايا بأول لعبة سكوير إينكس تستخدم فيها محرك غير واقعي 3. نظراً لاستخدامهم محركاً مرخصاً بدلاً من صنع محرك خاص بهم، تم تقليل وقت الإنتاج اللازم لعرض الموارد الرسومية على الشاشة بشكل كبير، مما سمح للفريق بالبدء في الرسم والتجربة في مرحلة مبكرة. تم اتخاذ قرار استخدام محرك مرخص، بدلاً من تطوير محرك خاص بهم كما كان تقليدياً في سكوير إينكس في ذلك الوقت، بسبب مخاوف في الشركة من ارتفاع تكاليف الإنتاج لصنع لعبة، وتوفير وقت التطوير المباشر المحتمل من الاستخدام  محرك موجود.  في 17 فبراير 2010، ادعى كبير مسؤولي التكنولوجيا في سكوير إينكس جوليان مركرون، في مقابلة، أن معظم أوجه القصور الفنية المتصورة للعبة المكتملة ناتجة عن قرار باستخدام محرك غير واقعي ليس فقط لتقليل وقت التطوير ولكن أيضاً لتقليل  عدد المبرمجين المهرة الذين يمكن أن يكونوا لولا ذلك في المشروع.
خطط فريق التطوير لتمييز اللعبة عن فاينل فانتسي وألعاب لعب الأدوار الأخرى، من خلال تركيزها على نظام المعركة. كان الاتجاه الفني للعبة يركز على جعل جميع الشخصيات بارزة في ساحة المعركة، وفي جعل البقايا تبرز في شاشات العالم. تم تصميم المدن بحيث لا تبدو خيالية للغاية، وذلك لجعل البقايا أكثر بروزاً، وتم تصميمها مبكراً في عملية التطوير لإعطاء الانطباع بأن سكان المدينة كانوا يعيشون بالمعنى الحرفي والمجازي لقوة البقايا العملاقة.  . تميزت اللعبة بالعديد من الأوائل لـسكوير إينكس، حيث كانت أول لعبة يتم إصدارها في نفس اليوم في كل من اليابان ودولياً، بالإضافة إلى أول لعبة تستخدم التقاط الحركة لممثلي الصوت الغربيين. نتج عن ذلك تزامن شفاه الشخصيات باللغة الإنجليزية مع الحوار المنطوق، بدلاً من اليابانية. تم التخطيط للعبة منذ بداية التطوير ليتم إصدارها في وقت واحد في جميع أنحاء العالم وتكون موجهة للاعبين في جميع أنحاء العالم، مما أثر على تصميم الشخصية واتجاه الفن.
تم إنشاء التصميم والحوار لجذب اللاعبين الدوليين واليابانيين، بدلاً من التركيز على معايير سوق ألعاب الفيديو اليابانية وحدها. تم الإعلان عن اللعبة في مؤتمر صحفي في شينجوكو طوكيو في 10 مايو 2007. تم عرضها كعرض تجريبي قابل للعب في معرض طوكيو للألعاب في سبتمبر 2008.  تم إصدارها بعد ذلك على إكس بوكس 360 في 20 نوفمبر 2008، وتم إصدارها في أواخر مارس 2009 للكمبيوتر الشخصي. تميز إصدار الكمبيوتر الشخصي للعبة بالعديد من التحسينات والتغييرات عن النسخة الأصلية، بما في ذلك دمج المحتوى القابل للتنزيل من الإصدار إكس بوكس 360 في اللعبة الرئيسية، وإعدادات رسومية محسّنة، ووضع تيربو لزيادة سرعة المعركة، وخيار لعبة جديدة بلس للسماح للاعب ببدء لعبة جديدة بالعناصر الذهبية والفريدة من لعبته الأولى. تم الإعلان أيضاً عن إصدار بلاي ستيشن 3، ولكن لم يتم إصداره مطلقاً. لم تُصدر سكوير إينكس أي سبب رسمي لذلك، على الرغم من أن تاكاي قال إنه وجد تطوير إكس بوكس 360 أسهل كثيراً من بلاي ستيشن 3.

### موسيقى
تم تأليف اللعبة بواسطة تسويوشي سيكيتو بمساعدة ياسوهيرو ياماناكا الذي قام بتأليف 10 من إجمالي 97 مساراً وشارك في تأليف 2 مسار. قبل اللعبة، كان تسويوشي سيكستو قد أمضى العقد الماضي بشكل أساسي في ترتيب أعمال الملحنين الآخرين لإعادة إنتاجه وإعادة إصدارات مختلفة من ألعاب سكوير إينكس مثل سلسلة فاينل فانتسي وسلسلة مانا.
تتميز الموسيقى التصويرية بالاستخدام المكثف لعناصر الأوركسترا، التي تم ترتيبها من قبل ناتسومي كاميوكا، والعزف على الجيتار بواسطة سيكتو. عزف المقطوعات المنسقة موسيقيون من عدة فرق أوركسترا مختلفة، وليس من قبل مجموعة واحدة.
على عكس معظم ألعاب لعب الأدوار، تم تصميم موسيقى المعركة بواسطة سيكتو للتبديل بين ثلاث أغانٍ اعتماداً على مدى جودة أداء اللاعب في المعركة. تم إصدار ألبوم صوتي في 10 ديسمبر 2008 من خلال توزيع موسيقى سوني يحتوي على 97 مساراً عبر ثلاثة أقراص، ويبلغ طوله الإجمالي 3:10:21.

## استقبال
| استقبال |        |
| --- | ------ |
| مجموع النقاط المجموع نقاط غيم رانكينغز [ 25 ] نتائج المراجعة نشرة نقاط 1أب.كوم B- [ 26 ] كمبيوتر آند فيديو غيمز 62/100 [ 27 ] سي جي إم 70/100 [ 28 ] كمبيوتر غيمنغ ورلد 66/100 [ 29 ] فاميتسو 38/40 [ 30 ] غيم إنفورمر 7/10 [ 31 ] غيم سبوت 8.0/10 [ 32 ] غيم سباي 6.5/10 [ 33 ] غيمز تي إم 66/100 [ 34 ] غيم تريلرز 8.0/10 [ 35 ] آي جي إن 6.8/10 [ 36 ] |        |
| مجموع النقاط |        |
| المجموع | نقاط   |
| غيم رانكينغز | [ 25 ] |
| نتائج المراجعة |        |
| نشرة | نقاط   |
| 1أب.كوم | B-     |
| كمبيوتر آند فيديو غيمز | 62/100 |
| سي جي إم | 70/100 |
| كمبيوتر غيمنغ ورلد | 66/100 |
| فاميتسو | 38/40  |
| غيم إنفورمر | 7/10   |
| غيم سبوت | 8.0/10 |
| غيم سباي | 6.5/10 |
| غيمز تي إم | 66/100 |
| غيم تريلرز | 8.0/10 |
| آي جي إن | 6.8/10 |

ذكرت سكوير إينكس أن اللعبة باعت 580.000 نسخة في جميع الإصدارات في 31 مارس 2009، بعد أقل من أسبوعين من إصدار اللعبة على الكمبيوتر الشخصي. بحلول يناير 2016، كان إصدار الكمبيوتر الشخصي للعبة يحتوي على أكثر من 800000 نسخة مرتبطة بحسابات ستيم، وفقاً لـستيم سباي.
تلقى آخر البقايا إستقبالاً مختلطاً إلى حد كبير. وقد حظي باستقبال أكثر إيجابية في اليابان منه في أي مكان آخر، وهو الشيء الذي نسبه المطورون إلى أنماط مختلفة من المراجعة بين الثقافات. كما شعروا أن المراجعين اليابانيين سجلوا اللعبة بدرجة عالية جداً. حصل على 38/40 من مجلة فاميتسو؛ أشاد الاستعراض بنظام المعركة لمعاركه الفريدة واسعة النطاق التي تذكرنا بـ ساغا الرومانسية ولكنها صقلت إلى فئة جديدة تماماً؛ ومع ذلك، فقد انتقدوا أيضاً منحنى التعلم وطول المعارك وعدم القدرة على اختيار مهارات معينة للوحدات الفردية.[بحاجة لمصدر] منح فاميتسو اللعبة لاحقاً جائزة «جائزة العنوان الصاعد الكبرى» لعام 2008.
شكوى أخرى شائعة من المراجعين كانت حول القضايا الرسومية. ذكرت آي جي إن في مراجعتها لإصدار إكس بوكس 360 أن اللعبة عانت من مشاكل فنية شديدة، بينما وصف غيم تريلرز «المشكلات الرسومية المستمرة» كواحدة من أضعف نقاط إصدار إكس بوكس 360. يستعرض موقع غيم سبوت وآي جي إن و1أب.كوم المذكور في إصدار إكس بوكس 360 مشاكل خطيرة في معدل الإطارات و«نافذة منبثقة للنسيج»، حيث تم عرض الأنسجة كدقة منخفضة لعدة ثوان قبل استبدالها بأخرى عالية الدقة، كما هو الحال بالنسبة للبعض ومع ذلك، أعطت جميع مواقع المراجعة الثلاثة درجة أعلى لإصدار الكمبيوتر الشخصي، مستشهدة بأداء رسومي محسّن بشكل كبير، ولكن لا يزال منبثقاً في النسيج وأوقات التحميل البطيئة عند التنقل بين المناطق وعند الدخول أو الخروج  معركة بالإضافة إلى مشاهد قطع لا يمكن تخطيها. تضمنت القضايا الأخرى التي أثارها المراجعون الشاشات المزدحمة والمهام المزعجة التي أشارت إليها غيم برو، «فوق القمة» والشخصيات النمطية التي أطلقتها غيم إنفورمر، وهي قصة رديئة وعامة وفقاً لـ آي جي إن و1أب .كوم، وشاشات تحميل طويلة ومقاطع فيديو كانت انتقادات وجهتها G4 و1أب .كوم ومجلة إكس بوكس الرسمية الأسترالية.
كانت هناك نقطة أخرى شائعة للشكوى بين المراجعين وهي نظام المعركة، الذي وصفته شركة غيم برو بأنه متكرر، وهو محبط من قبل آي جي إن في مراجعة إكس بوكس الخاصة بهم، وممل وأسوأ جزء في اللعبة بواسطة 1أب .كوم. . انتقد جي G4 أيضاً نظام المعركة، قائلاً إن اللعبة تلعب من نفسها.
لم يكن هذا النقد عالمياً، حيث أشارت غيم تريلرز إلى أن "نظام المعركة الفريد" يوفر "الكثير للاستمتاع به"، ووصفته آي جي إن بأنه "الجزء الأكثر إثارة للاهتمام من آخر البقايا في مراجعة أجهزة الكمبيوتر، ووصفته غيم سبوت بأنه "مثير للاهتمام" ومتعة خاصة في المعارك واسعة النطاق.
تم الإشادة بالأسلوب المرئي للعبة عبر العديد من المراجعات، مثل تلك التي قدمتها غيم تريلرز و1أب .كوم وغيم برو، الذين وصفوا الأسلوب بأنه "مبتكر" يلتقي الشرق بالغرب"، بينما وصفه غيم سبوت بأنه"عالم خيالي مميز" أي "شيدت بشكل جميل". كانت الموسيقى أيضاً مصدراً للثناء، وقد لوحظت على هذا النحو في مراجعات آي جي إن ومراجعات غيم سبوت، والتي وصفتها بأنها "صوت سيمفوني ممتاز" مع ألحان رائعة.
أشاد غيم سبوت، في مراجعتهم، أيضاً بقصة اللعبة باعتبارها «ملحمية»، على عكس العديد من المراجعات الأخرى، على الرغم من أنهم أشاروا إلى أن راش لم يكن «الرجل الرائد الأكثر إثارة للاهتمام» وفضل عندما تركز القصة على الفاتح. 

## التعديل
في سبتمبر 2018، أعلنت سكوير إينكسعن إنتاج نسخة معدلة من اللعبة، سيتم إصدارها لبلاي ستيشن 4 في 6 ديسمبر 2018. تتميز النسخة المحسنة بترقية محرك اللعبة من محرك غير واقعي 3 إلى محرك غير واقعي 4 إلى، مع تحسين  الرسومات والميزات. تم إصدار النسخة المعدلة في ديسمبر 2018 لجهاز بلاي ستيشن 4 ولعبة نينتدو سويتش في يونيو 2019.

## روابط خارجية
الموقع الرسمي